# Kaméleon
Kaméleon é um filme de drama húngaro de 2008 dirigido e escrito por Krisztina Goda. Foi selecionado como representante da Hungria à edição do Oscar 2009, organizada pela Academia de Artes e Ciências Cinematográficas.

## Elenco
- Ervin Nagy - Farkas Gábor
- Gabriella Hámori - Hartay Hanna
- János Kulka - Dr. Marton Ferenc
- Sándor Csányi - Torsa Márk